# Национална армија Јужног Судана
Национална армија Јужног Судана (енгл. South Sudan National Army) је војска чији је задатак да брани суверенитет и територијални интегритет Републике Јужни Судан. Настала је 9. јула 2011. године од чланова дотадашње Народне армије за ослобођење Судана. Чини је приближно 40.000 припадника. Главнокомандујући је председник републике Салва Кир Мајардит, а министар војни је Нхјал Денг Нхјал.

## Наоружање
Војска Јужног Судана поседује наоружање совјетске производње типа АК-47 и драгунов, ако и пушке кинеске (Тип 56) и америчке производње (Браунинг). Ваздушна флота је сачињена од четири хеликоптера Мил Ми-17, док се испорука још шест очекује у наредном периоду.